# سيتون (أنتيغوا وبربودا)
سيتون (بالإنجليزية: Seatons) هي قرية في أبرشية سانت فيليب. تقع القرية شرقي جزيرة أنتيغوا التابعة لأنتيغوا وبربودا.

## الجغرافيا
تقع سيتون إلى الغرب من ويليكيس، وجنوب جزيرة كرامب.